# Colydium slipinskii
Espèce
Colydium slipinskii est une espèce de coléoptères de la famille des Zopheridae.

## Systématique
L'espèce Colydium slipinskii a été décrite en 1991 par l'entomologiste polonais Piotr Węgrzynowicz (d).

## Répartition
Cette espèce est présente au Brésil et au Paraguay.

## Description
Colydium slipinskii mesure de 4,75 à 7,13 mm. Son corps, robuste, présente une teinte mate variant du châtaigne clair au brun. 

## Étymologie
Son épithète spécifique, slipinskii, lui a été donnée en l'honneur de l'entomologiste polonais Stanisław Adam Ślipiński (né en 1956), spécialiste des coléoptères et ami de l'auteur et ce en remerciement de son partage d'expérience et de connaissance.

## Publication originale
- (en) Piotr Węgrzynowicz, « A revision of the genus Colydium Fabricius, 1792 (Coleoptera: Zopheridae: Colydiinae) », Annales Zoologici, PAN, vol. 49, no 3,‎ 1999, p. 265-328 (ISSN 0003-4541 et 1734-1833, OCLC 1443837, lire en ligne).